# Karl Lyncker
Karl Lyncker (* 24. Februar 1823 in Kassel; † 20. Mai 1855) war ein deutscher Heimatforscher und hessischer Sagensammler.
Karl Lyncker war von 1838 bis 1844 Schreiber beim Wolfhager Justizamt.
Lyncker war seit 1845 Mitglied des Vereins für hessische Geschichte und Landeskunde. Seine Sagensammlung Deutsche Sagen und Sitten in hessischen Gauen überliefert 357 Erzählungen.

## Veröffentlichungen (Auswahl)
- Deutsche Sagen und Sitten in hessischen Gauen. Kassel 1854
- Geschichte der Stadt Wolfhagen nach urkundlichen und gedruckten Quellen bearbeitet. (= Zeitschrift des Vereins für Hessische Geschichte und Landeskunde Sechstes Supplement). Bohné, Kassel 1855 (Digitalisat).